# El sabueso
El sabueso (título original en inglés: The Hound) es una historia corta de 1922 del escritor estadounidense de terror H. P. Lovecraft. Contiene la primera mención del texto ficticio de Lovecraft Necronomicón.

## Elaboración y publicación
Escrita en septiembre de 1922, fue publicada en la edición de febrero de 1924 de la revista pulp Weird Tales y luego reeditada por Arkham House en la antología de 1943 Beyond the Wall of Sleep.

## Argumento
La historia se centra en el narrador y su amigo St. John, jóvenes decadentes y hastiados de todo, que sienten un interés desquiciado por robar tumbas. Constantemente ultrajan criptas y a menudo guardan recuerdos de sus expediciones nocturnas. Como residen en la misma casa, tienen la oportunidad de establecer en el sótano una especie de museo morboso. Utilizando los objetos robados de las diversas tumbas, los dos hombres organizan una exposición privada. La colección consta de lápidas, cuerpos preservados, cráneos y varias cabezas en diferentes fases de descomposición. También incluye estatuas, pinturas espantosas y un portafolio cerrado encuadernado en piel humana curtida.
Un día se enteran de la existencia de una tumba en particular, lo que despierta un profundo interés en ellos, una vieja tumba en un cementerio holandés que alberga un legendario saqueador de tumbas. Alguien que se dice que robó hace muchos años "un objeto de poder de un poderoso sepulcro". Una noche viajan a este antiguo cementerio donde fue enterrado el ancestral "gul". La idea de exhumar el lugar de descanso final de un antiguo ladrón de tumbas les resulta irresistiblemente atractiva. Eso, y el hecho de que el cuerpo había sido enterrado varios siglos antes, los impulsa a recorrer distancias tan largas para llegar al lugar.

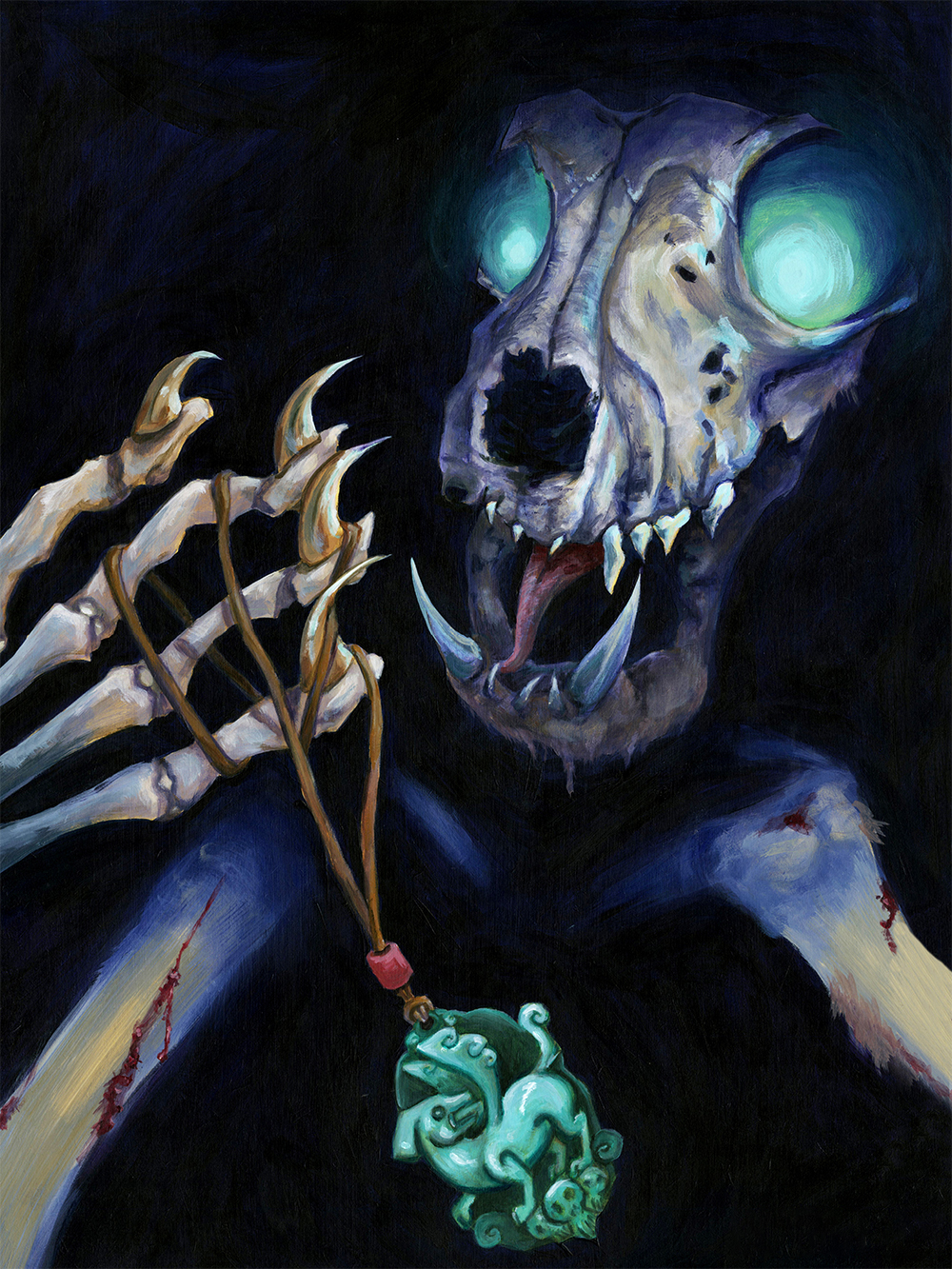
Ilustración de Emily Stepp basada en El sabueso.

Al llegar al antiguo cementerio, notan el lejano ladrido de un sabueso gigante. Lo ignoran y comienzan su excavación. Después de un tiempo golpean un objeto sólido en el suelo. Tras retirar los últimos restos de suciedad, los dos hombres desentierran un extraño y elaborado ataúd. Al abrirlo se sorprenden al encontrar que los restos permanecen intactos después de varios siglos. Varios lugares del esqueleto aparecen desgarrados y rotos, como si un animal salvaje lo hubiese atacado. Sin embargo, el conjunto del esqueleto es aún completamente reconocible. En aquel momento se dan cuenta de un amuleto de jade que cuelga del cuello del gul. Lo examinan y después de observarlo un rato reconocen el amuleto como uno mencionado en "el prohibido Necronomicón del árabe loco Abdul Alhazred". Inmediatamente saben que deben apropiarse del amuleto a toda costa. Lo arrancan del esqueleto y huyen en la noche. Mientras tanto, vuelven a oír el sonido continuo de un sabueso aullando en la distancia.
Incluso cuando regresan a su casa escuchan extraños sonidos, incluyendo el aullido lejano de un perro. Todo ello culmina cuando su amigo es violentamente atacado y asesinado por una misteriosa criatura. El narrador cree que el amuleto había atraído al atacante. Destruye el museo macabro que él y su amigo hicieron, antes de huir de la casa. Decide que debe devolver el amuleto a su legítimo propietario, pero se lo roban antes de que pueda hacerlo. Al día siguiente, lee en el periódico de la mañana sobre una banda de ladrones desmembrados por una criatura desconocida.
Enloqueciendo progresivamente, regresa al cementerio y exhuma el ataúd una vez más, solo para encontrar el esqueleto cubierto de sangre y restos de carne y cabello, sosteniendo el amuleto perdido en su mano. Súbitamente, éste empieza a aullar de la misma manera que el sabueso acosador. El narrador huye del cementerio y luego se revela que la historia es una nota de suicidio. Este afirma que tiene la intención de suicidarse con un revólver. Cree que es su único refugio del horror que se arrastra y crece en sí mismo.